# گرت کاوزلند
گرت کاوزلند (انگلیسی: Grethe Kausland; ۳ ژوئیهٔ ۱۹۴۷ – ۱۶ نوامبر ۲۰۰۷) هنرپیشه، خوانندگی، خوانندگی اهل نروژ بود.
او نماینده نروژ در یوروویژن ۱۹۷۲ بود.